# کلیسای مریم مقدس (آتسارات)
کلیسای مریم مقدس (ارمنی: Սուրբ Աստվածածին եկեղեցի) یک کلیسا متعلق به کلیسای حواری ارمنی واقع در شهر آتسارات، استان گغارکونیک ارمنستان می‌باشد. ساخت و ساز این ساختمان در سذه ۹ام میلادی؛ به پایان رسید. این بنا به سبک معماری ارمنی طراحی شده است.